# Phisalixella
Phisalixella is een geslacht van slangen uit de familie Pseudoxyrhophiidae.

## Naam en indeling
De wetenschappelijke naam van de groep werd voor het eerst voorgesteld door Zoltan T. Nagy, Frank Glaw en Miguel Vences in 2010. Er zijn vier soorten, de slangen werden eerder aan andere geslachten toegekend, zoals Heterurus, Stenophis en Lycodryas. Omdat het geslacht pas zeer recentelijk werd benoemd zijn veel soorten nog onder de oude namen bekend.

## Verspreiding en habitat
Alle soorten komen voor in delen van Afrika en leven endemisch op het eiland Madagaskar. De habitat bestaat uit vochtige tropische en subtropische laaglandbossen en droge tropische en subtropische bossen.

## Beschermingsstatus
Door de internationale natuurbeschermingsorganisatie IUCN is aan alle soorten een beschermingsstatus toegewezen. Twee soorten worden beschouwd als 'veilig' (Least Concern of LC), een soort als 'onzeker' (Data Deficient of DD) en een soort als 'bedreigd' (Endangered of EN).

## Soorten
Het geslacht omvat de volgende soorten, met de auteur en het verspreidingsgebied.
| Naam                       | Auteur                          | Verspreidingsgebied | Beschermingsstatus |
| -------------------------- | ------------------------------- | ------------------- | ------------------ |
| Phisalixella arctifasciata | Duméril, Bibron & Duméril, 1854 | Madagaskar          |                    |
| Phisalixella iarakaensis   | Domergue, 1995                  | Madagaskar          |                    |
| Phisalixella tulearensis   | Domergue, 1995                  | Madagaskar          |                    |
| Phisalixella variabilis    | Boulenger, 1896                 | Madagaskar          |                    |